# Guédiawaye
Guédiawaye är en förort till Dakar i västra Senegal och är belägen i Dakarregionen. Den är ett departement (département), kommun (commune) och arrondissement, alla tre med samma gränsdragning. Guédiawaye grundades på 1950-talet som en sovstad till Dakar. Folkmängden uppgår till cirka 400 000 invånare.

## Administrativ indelning
Kommunen är indelad i fem kommunala arrondissement:
- Golf Sud
- Médina Gounass
- N'diarème Limamoulaye
- Sam Notaire
- Wakhinane Nimzatt